# Otto Gerdes
Otto Gerdes (* 20. Januar 1920 in Köln; † 15. Juni 1989) war ein deutscher Dirigent und Musikproduzent.

## Leben
Gerdes studierte an der Hochschule für Musik Köln.
Im August 1946 gründete er in seiner Heimatstadt ein Tanzorchester, bestehend aus 15 Musikern, das dann als Kölner Rundfunk-Tanzorchester dem NWDR Köln zur Verfügung stand, der damals Nebenstelle des in Hamburg residierenden NWDR war. Im November 1947 wurde das Orchester (mit inzwischen 30 Mitgliedern), die heutige WDR Big Band, von Adalbert Luczkowski übernommen.
Ab März 1948 leitete Gerdes beim Sender Koblenz des im Aufbau befindlichen Südwestfunks (SWF) das neu gegründete SWF-Unterhaltungsorchester. Er blieb bis 1951, also bis zur Fusion des Koblenzer Klangkörpers mit dem Funkorchester Kaiserslautern im Rahmen einer Senderumstrukturierung, im Amt.
Gerdes übernahm dann Dirigate bei anderen Orchestern, nun aber im Gegensatz zur Kölner bzw. Koblenzer Tätigkeit immer im E-Bereich, also der sogenannten „ernsten“ Musik. Als Gastdirigent war er unter anderem an den Staatsopern von Berlin und München (1952–1955) tätig.
1956 wurde er Aufnahmeleiter bei der Deutschen Grammophon-Gesellschaft, ab 1963 war er als Nachfolger von Elsa Schiller deren künstlerischer Leiter für klassische Musik.
Im Juni 1970 teilte die Deutsche Grammophon mit, dass Dr. Hans Hirsch die Produktionsabteilung Klassische Musik übernimmt und der bisherige Leiter Gerdes zukünftig als freischaffender Dirigent tätig sein wird.
Der Musikkritiker Norman Lebrecht vermutet in einem seiner Bücher, Otto Gerdes sei auf Betreiben Herbert von Karajans aus den Diensten der Plattenfirma entlassen worden, kurz nachdem er eines Morgens den Dirigenten jovial mit „Herr Kollege“ begrüßt habe.
Die von ihm produzierte Aufnahme der Oper Wozzeck (Dirigent: Karl Böhm) wurde 1966 mit dem Grand Prix du Disque und einem Grammy Award for Best Opera Recording ausgezeichnet, die Oper Siegfried (Dirigent: Karajan) erhielt 1970 ebenfalls einen Grammy.
In den 1970er Jahren dirigierte Gerdes in Parma, Mailand und Turin; 1973 besuchte er Japan: das Sinfonieorchester Kyōto spielte unter seiner Leitung Werke von Beethoven und Brahms.
Otto Gerdes war verheiratet mit der Opernsängerin Margot Janz (1920–2008). Die Ehe wurde in den 1960er Jahren geschieden.

## Tondokumente
Mitte der 1950er Jahre spielte er für das DDR-Label Eterna mit den Rundfunk-Sinfonieorchestern Berlin und Leipzig 12 Titel auf Schellackplatten ein: Vor- und Zwischenspiele aus Opern von Bizet, Mozart, Leoncavallo, Mascagni, Franz Schmidt, Verdi, Wagner und Weber.
Für das tschechoslowakische Label Supraphon ist vom Juni 1955 eine Aufnahme von Robert Schumanns 4. Sinfonie nachgewiesen.
Zwischen 1961 und 1971 war Gerdes für die Deutsche Grammophon auch als Dirigent tätig: mit den Berliner Philharmonikern (die er nie live dirigierte) nahm er die Meistersinger-Vorspiele zum 1. und 3. Akt (1961/1963), Brahms 4. Sinfonie (1961/1963) und Dvořáks 9. Sinfonie (1964) auf.
1966 folgte ein Querschnitt durch Tschaikowskis Eugen Onegin (mit Lear, Fassbaender, Fischer-Dieskau, Wunderlich und Talvela), 1967 ein Querschnitt durch Verdis Otello (Stratas, Windgassen und Fischer-Dieskau), beide mit dem Bayerischen Staatsorchester München.
Am bekanntesten dürfte die von ihm geleitete Gesamtaufnahme der Oper Tannhäuser mit Nilsson, Windgassen, Adam und Fischer Dieskau sein (Chor und Orchester der Deutschen Oper Berlin, 1968 bis 1969).
Im September 1968 wurde ein Konzert der Wiener Symphoniker mit Werken von Hugo Wolf und den Gesangssolisten Evelyn Lear und Thomas Stewart mitgeschnitten (Italienische Serenade, Penthesilea, Orchester-Lieder).
1970 folgten 4 Trompetenkonzerte mit dem Solisten Pierre Thibaud (Torelli, Telemann, Haydn, Leopold Mozart; Bamberger Symphoniker).
Den Abschluss bildeten im April 1971 – zusammen mit der Ouvertüre zu Rienzi – zwei seltene Werke Richard Wagners: die Faust-Ouvertüre und die Sinfonie in C-Dur (Bamberger Symphoniker).
John L. Holmes beurteilt ihn anhand seiner Schallplatten als „soliden, wenn auch nicht dramatisch spannenden Dirigenten“.